# Peter McParland
Peter James McParland (Newry, 25 aprile 1934 – 4 maggio 2025) è stato un calciatore e allenatore di calcio nordirlandese, di ruolo attaccante.

## Carriera
Si distinse nella Coppa del Mondo 1958 disputata in Svezia realizzando ben cinque reti nel corso di un torneo che vide i debuttanti nordirlandesi approdare ai quarti di finale.
Nel 1965 lasciò l'Europa per trasferirsi in Canada, ingaggiato dal Toronto Inter-Roma, club militante nella Eastern Canada Professional Soccer League. Con l'Inter-Roma ottenne nella stagione 1965 il secondo posto nella regular season, fermandosi poi in semifinale nei playoff per il titolo. Fu il vice-capocannoniere del torneo con 14 reti segnate.
Nel 1967 passò agli statunitensi dell'Atlanta Chiefs. Con gli Chiefs ottenne il quarto posto della Western Division della NPSL, non riuscendo così a qualificarsi per la finale della competizione, poi vinta dagli Oakland Clippers. Con il sodalizio di Atlanta vinse la NASL 1968, occupando anche il ruolo di assistente allenatore di Phil Woosnam.

## Palmarès

### Giocatore

#### Competizioni nazionali
- Coppa d'Irlanda: 1

Dundalk: 1951-1952
- Coppa d'Inghilterra: 1

Aston Villa: 1956-1957
- Coppa di Lega inglese: 1

Aston Villa: 1960-1961
- Second Division: 1

Aston Villa: 1959-1960
- Campionato NASL: 1

Atlanta Chiefs: 1968
- IFA Premiership: 1

Glentoran: 1969-1970
- County Antrim Shield: 1

Glentoran: 1970-1971
- City Cup: 1

Glentoran: 1969-1970